# Józef Ignacy Kraszewski
Józef Ignacy Kraszewski (28. července 1812, Varšava – 19. března 1887, Ženeva) byl polský národní buditel, historik, spisovatel a literární kritik. Je považován za tvůrce polského historického a sociálního románu, přičemž v jeho díle, vycházejícím z romantismu, se projevují silné prvky kritického realismu.

## Život

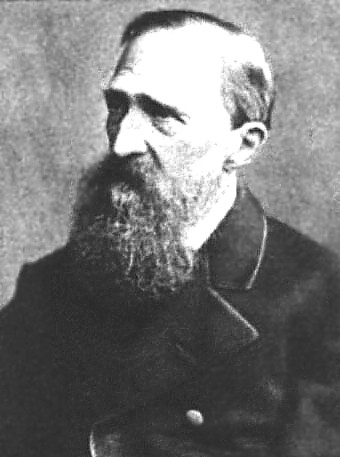
Józef Ignacy Kraszewski

Józef Ignacy Kraszewski se narodil roku 1812 Varšavě, ale dětství strávil na otcově statku u Pružan v tehdejší grodněnské gubernii (dnes v Bělorusku). Rozhodující vliv na jeho vychování měla jeho babička a prababička, které měly hluboký zájmem o literaturu i o politiku. Roku 1822 začal navštěvovat školu v Białe, od roku 1826 v Lublině a v letech 1827–1829 ve Svisloči, kde ukončil gymnázium. Na Vilniuské univerzitě pak studoval filozofii a literaturu a začal vydávat svá první díla, která však nebyla kritikou příznivě přijata. Za listopadového povstání v roce 1830 byl Kraszewski pro ilegální činnost zatčen a vězněn až do počátku roku 1832 (pro slabé zdraví strávil většinu tohoto času ve vězeňské nemocnici). Po propuštění musel nejprve žít pod policejním dohledem ve Vilniusu, ale roku 1833 mu bylo povoleno vrátit se na otcův statek. Roku 1838 se oženil s Žofií Woroniczównou, neteří varšavského primase a odjel se svou ženou do Volyně, kde hospodařil na svých statcích. Roku 1839 získal své první literární vítězství románem Poeta i świat (Básník a svět).
Protože Kraszewski hodlal vytvořit nové literární středisko pro Volyň, Podolí a Litvu, vydával v letech 1841–1851 ve Vilniusu literární a vědecký časopis Ateneum, kolem něhož seskupil několik set předních spolupracovníků. Když toto literární hnuti skončilo nezdarem, přenesl Kraszewski sovu činnost do Varšavy, kde se stal spolupracovníkem Gazety Warszawskiej a později téměř všech temnějších časopisů. V té době se v jeho pracích začal projevovat vliv Dickensův, Balzacův a Gogolův a Kraszewski uveřejnil řadu svých vrcholných děl. Ačkoliv byl horlivým vyznavačem katolicismu, dospěl pod vlivem Hegela k názoru, že katolicismus nevylučuje pokrok. Rozešel se proto se svými konzervativně klerikálními přáteli, působícími v duchu smíření s Ruskem, přestěhoval se roku 1853 do Žitomiru, jakožto duchovního střediska Volyně a stal se zde kurátorem místních škol i divadelním inspektorem. Zabýval se rovněž problematikou nevolnictví a byl členem výboru pro osvobození selského stavu, přestože nebyl zastáncem jeho náhlé úplné svobody.
Roku 1859 se Kraszewski vrátil zpět do Varšavy a převzal zde redakci Gazety Polskiej. Za tzv. lednového povstání v roce 1863 byl vypovězen z ruského Polska. Usadil se v Drážďanech, kde neúnavně hájil polské zájmy, což mu přineslo mnoho nepřátel ale také široké mezinárodní uznání. Vedle románů a povídek psal brožury, přednášel a vydával časopis Hasło, takže jeho vliv na polskou společnost zůstal nezměněn. Roku 1883 byl Kraszewski pro podezření ze špionáže pro Francii v Drážďanech zatčen, odsouzen na tři a půl roku do žaláře a uvězněn v Magdeburku. Když zde těžce onemocněl, byl roku 1885 propuštěn na kauci a léčil se v Itálii. Zemřel roku 1887 v Ženevě.
Je pochován v kryptě Kostela sv. Archanděla Michaela a sv. Stanislava na Skałce v Krakově.

## Dílo
Józef Ignacy Kraszewski patří rozsahem své tvorby k unikátním zjevům světové literatury. Počet titulů jeho vydaných děl přesahuje 300 (což je přes 500 svazků a s časopiseckými pracemi, s korespondencí a s literárními úvahami bychom došli k počtu přes 600 svazků). Doménou jeho literární tvorby, vycházející z počátku ještě z romantismu, je kronikářský (mnohdy až dokumentární) román s již realistickým přístupem k tématu, vycházející z důkladného studia materiálu. Řadu románů věnoval sociální problematice vesnice (poměr šlechtického statkáře a rolnictva často komplikovaný milostnými vztahy). Kromě toho napsal celou řadu historických románů, ve kterých zobrazil téměř všechna období polských dějin do konce 18. století, a je tak považován za Sienkiewiczova předchůdce. V uměleckém ohledu se však Kraszewskému mnohdy nedostává (hlavně kvůli tvůrčímu chvatu) náležité hloubky, barvitosti, psychologické jednoty a kompoziční propracovanosti. Díky čistému jazyku a jasnému slohu byla však jeho díla čtenářsky velmi úspěšná a Kraszewskému se podařilo vytlačit z rukou polských čtenářů konzumní, zejména francouzskou literaturu, v čemž tkví jeho největší význam.
Kraszewski byl též autorem básní, dvaceti tří divadelních her, zabýval se literární historií a kritikou, byl obratný publicista a získal si též velikou zásluhu jako redaktor souborných spisů některých autorů (např. Jana Śniadeckého nebo Kazimierze Brodzińského) i jako vydavatel pamětí. Vedle literární tvorby se zabýval též malířstvím.

## Výběrová bibliografie
- Kościół ŚwiętoMichalski w Wilnie (1833, Svatomichalský kostel ve Vilně), autorova prvotina, povídka, kterou kritika přijala velmi příkře,
- Wilno (1836, Vilno), historická monografie týkající se Vilniusu, opět nedobře přijatá kritikou,Kraszewski, Józef Ignacy. O panslawizmie. Kraków, 1889. 22 S. (Ve formátu DjVu)
- Poeta i świat (1839, Básník a svět), román, první autorovo skutečně úspěšné dílo s romantickým rozporem mezi snem a skutečností, napsané ještě pod vlivem francouzských romantiků.
- Poezje (1838, Poezie), sbírka básní,
- Wilno od początków jego do r. 1750 (1840–1842, Vilno od jeho počátků do roku 1750), úspěšně přepracovaná historická monografie z roku 1836,
- Ulana (1843), román, baladický příběh o lásce polského zemana k ženě vesnického hrnčíře, který se stal podkladem pro polskou národní operu Halka (1858) od Stanisława Moniuszka.
- Latarnia czarnoksięska (1843–1844, Kouzelná svítilna), cyklus povídek ze života šlechtických statkářů žijících v ekonomických a společenských představách minulosti a nechápajících společenský pokrok.
- Pod włoskiém niebem (1845, Pod italským nebem), fantazijní povídka,
- Ostap Bondarczuk (1847), sociální vesnický román, česky jako Muž z lidu, v němž se myšlénky o těžkém postavení selského stavu prolínají s ideami o vznešeném významu lidské důstojnosti,
- Budnik (1848, Budník), sociální vesnický román,
- Pan i szewc (1849, Pán a správce), divadelní hra (činohra ve čtyřech jednáních),
- Kordecki (1852), historický román líčící obranu kláštera Jasná Hora v Čenstochové za švédsko-polské války roku 1655.
- Powieść bez tytułu (1854, Román bez názvu), jedno z nejlepších autorových děl s autobiografickými prvky,
- Chata za wsią (1854, Chata za vsí), sociální vesnický román,
- Dwa światy (1854, Dva světy), román ze života šlechty,
- Djabeł (1855, Ďábel), historický román z konce 18. století z období vlády posledního polského krále Stanisława Augusta Poniatowského,

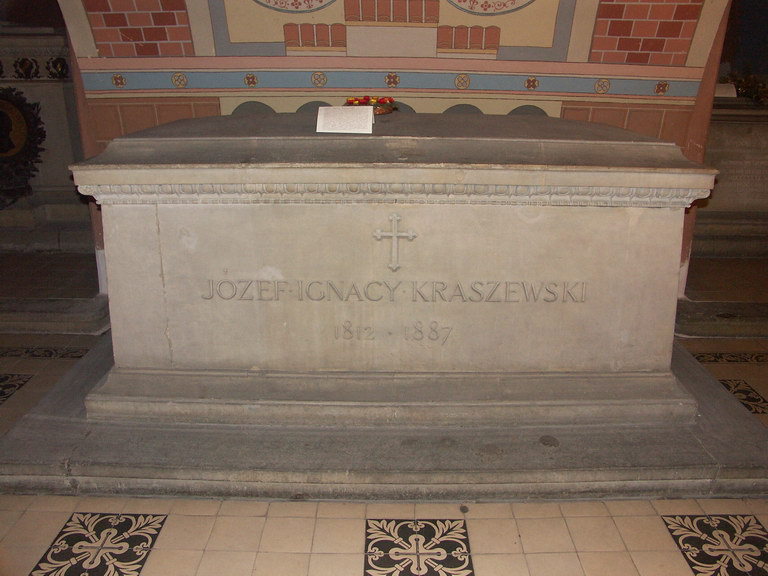
Kraszewského hrob v Krakově

- Kraszewského hrob v KrakověJermola (1857), sociální vesnický román,
- Choroby wieku (1857, Nemoci století), česky jako Časové choroby, literární i historické články, v nichž Kraszewski pohlížel velmi pesimisticky na současnou (chorobnou, jak se vyjadřoval) společnost.
- Wieczory wołyńskie (1859, Volyňské večery), publicistika,
- Dziecię Starego Miasta (1863, Dítě Starého Města), politický román věnovaný problematice lednového povstání v roce 1863 vydaný pod pseudonymem B. Bolesławita,
- Szpieg (1864, Špeh), česky jako Policejní špehoun, politický román vydaný pod pseudonymem B. Bolesławita,
- Moskal (1865), politický román vydaný pod pseudonymem B. Bolesławita,
- Żyd (1866, Žid), politický román vydaný pod pseudonymem B. Bolesławita,
- Na wschodzie (1866, Na východě), pod pseudonymem B. Bolesławita,
- Czarna Perełka (1873, Černá perla), román,
- Polska w czasie trzech rozbiorów (1873, Polsko v době trojího dělení), historická monografie o dělení Polska v letech 1772–1795.
- Morituri (1874–1875), česky jako Nad propastí, román ze života šlechty,
- Hrabina Cosel (1874, Hraběnka Kozelská), historický román, první díl tzv. saské trilogie, který se odehrává na dvoře saského kurfiřta a polského krále Augusta II. v Drážďanech na počátku 18. století a vypráví skutečný příběh hraběnky Kozelské, která jako milenka Augusta II. hrála významnou úlohu na královském dvoře i ve světové politice, až se nakonec stala obětí intrik.
- Brühl (1875), česky jako Velký intrikán nebo jako Pan ministr, historický román, druhý díl tzv. saské trilogie, odehrávající se v polovině 18. století, kdy po smrti krále Augusta II. nastupuje na drážďanský a polský trůn jeho syn August III., jenž se záhy stává hříčkou v rukou svých ministrů, dvořanů, katolického kléru a zejména ústředního hrdiny vyprávění – dvořana Brühla. Kniha v hlavním dějovém proudu zachycuje osudy tohoto muže, který je schopen dopustit se kvůli kariéře a moci sebevětší podlosti a zločinu.
- Z siedmioletniej wojny (1876, Ze sedmileté války), historický román, třetí díl tzv. saské trilogie odehrávající se za sedmileté války v letech 1756–1763.
- Dziennik Serafiny (1876, Serafinin deník), společenský román,
- Dzieje Polski (Dějiny Polska), cyklus dvaceti devíti historických románů vydaných v letech 1876 až 1890, ve kterém chtěl Kraszewski zobrazit všechna období polských dějin od mytických počátků až do konce 18. století. Patří sem například:
  - Stara basń (1876, Stará báje), historický román z 9. století, kdy v Polsku přecházela vláda na rod Piastovců. Podkladem románu jsou lidové pověsti a legendy, doplněné vědecky podloženými detaily o způsobu života starých slovanských kmenů. Námětem je svržení krutého samovládce Leška a povolání chudého včelaře Piasta na knížecí trůn. Román končí symbolickou společnou orbou pozemku, určeného pro základy příštího hradiště, které mělo sjednocená slovanská knížata chránit před nápory společného nepřítele.
  - Bracia zmartwychwstańcy (Vzkříšení bratři), historický román z doby Boleslava Chrabrého,
  - Boleszczyce, historický román z doby Boleslava II. Smělého,
  - Infantka (1884, historický román odehrávající se v letech 1552–1554 a líčící osudy Anny Jagellonské, poslední polské královny z rodu Jagellonců.
- U babuni (1878, U babičky), společenský román,
- Kunigas (1881, česky jako Záhuba pohanův na Litvě), historický román,
- O panslawizmie (1889) – krátká stať, vydána posmrtně

## Filmová zpracování
- Cyganka Aza (1926, Cikánka Aza), Polsko, režie Artur Twardyjewicz, němý film podle románu Chata za vsí,
- Hrabina Cosel (1968, Hraběnka Kozelská), Polsko, režie Jerzy Antczak,
- Boleslaw Śmiały (1972, Boleslav Smělý), Polsko, režie Witold Lesiewicz, podle románu Boleszczyce,
- Sachsens Glanz und Preußens Gloria (1985–1987, Saský lesk a pruská sláva), Německá demokratická republika, režie Hans-Joachim Kasprzik, třídílný televizní film podle autorovy tzv. saské trilogie: Gräfin Cosel (1985, Hraběnka kozelská), Brühl (1985) a Aus dem siebenjährigen Krieg (1987, Ze sedmileté války).
- Stara basń (2003, Stará báje), Polsko, režie Jerzy Hoffman.

## Česká vydání
- Básník a svět, C. a k. knihtiskárna synů Bohumila Haase, Praha 1852, přeložil František Pravoslav Volák,
- Kouzelná svítilna, Jan N. Musil, Praha 1852, přeložil Josef Škrabek,
- Kordecký, I. L. Kober, Praha 1861, přeložil František Ladislav Vorlíček, znovu 1864.
- Ďábel, I. L. Kober, Praha 1863, přeložil František Ladislav Vorlíček,
- Pán a správce, Jaroslav Pospíšil, Praha 1864, přeložil P. H.,
- Policejní špehoun, Edvard Grégr, Praha 1864, přeložil Antonín Kotík,
- Na východě, Theodor Mourek, Praha 1872, přeložil Antonín Hansgirg,
- Muž z lidu, Theodor Mourek, Praha 1876, přeložil Vilém Špaňhel,
- Chata za vsí, Jan Otto, Praha 1879, přeložil Vilém Špaňhel,
- Vzkříšenci, Praha 1879,
- Jermola, Cyrillo-Methodějská kněhtiskárna J. Zeman, Brno 1880, přeložil Vojtěch Pakosta,
- Podivínové, Spolek pro vydávání laciných knih českých, Praha 1880, přeložil František Ladislav Hovorka,
- Černá perla, Jan Otto, Praha 1880, přeložil Vilém Špaňhel, znovu 1905.
- Ulana, Jan Otto, Praha 1881, přeložil Coelestin Liposlav Frič,
- Krvavé znamení, A. Reinwart, Praha 1881,
- U babičky, Cyrillo-Methodějská kněhtiskárna J. Zeman, Brno 1882, přeložil Vojtěch Pakosta,
- Povidky, A. Reinwart, Praha 1882,
- Vzkříšení bratři, Alois R. Lauermann, Praha 1882, přeložil Josef Koněrza,
- Slaměná vdova Josef Mikulá, Praha 1882, přeložil Ferdinand Holinka Čáslavský, dramatická fraška v jednom dějství,
- Želiga, K. Vačlena, Mladá Boleslav 1882, přeložil Josef Koněrza,
- Bylo jich dvé, Alois R. Lauermann, Praha 1883, přeložil Jan Hudec,
- Holota, Spolek pro vydávání laciných knih českých, Praha 1883, přeložil Vilém Špaňhel,
- Z deníku starcova, A. Reinwart, Praha 1883, přeložil František Kvapil,
- Bájenky, Praha 1884, přeložil Václav Pok Poděbradský,
- Lublana, Alois R. Lauermann, Praha 1884, přeložil Josef Koněrza,
- Bratranci, Moravská orlice, Brno 1885, přeložil Vilém Špaňhel,
- Jak se pan Pavel ženil a jak se oženil, Cyrillo-Methodějská kněhtiskárna J. Zeman, Brno 1885, přeložil J. T.,
- Pod praporem Soběského, F. Šimáček, Praha 1885,
- Stará báje, F. Šimáček, Praha 1885, přeložil Josef Koněrza, znovu 1903 a Šolc a Šimáček, Praha 1929.
- Drsňáci, Papežská knihtiskárna benediktinů rajhradských, Brno 1886, přeložil Josef Fr. Rejzek,
- Májová noc, I. L. Kober, Praha 1886, přeložil Josef Koněrza,
- Bez srdce, I. L. Kober, Praha 1886,
- Záhuba pohanův na Litvě, Jan Otto, Praha 1886, přeložil Jakub Malý,
- Časové choroby, Hlas, Praha 1887,
- Budník, Papežská knihtiskárna benediktinů rajhradských, Brno 1888, přeložil Josef Koněrza,
- Dva světy, Alois Hynek, Praha 1888, přeložil Pavel J. Šulc,
- Černá hodina, Jan Otto, Praha 1893, přeložil Vilém Špaňhel,
- Hraběnka Kozelská, František Sláma, Brno 1900,
- Pan ministr, František Sláma, Brno 1902,
- Kosa na kámen, Švejda[nepřesný odkaz], Praha 1913, přeložil Augustin Spáčil, veselohra o jednom dějství,
- Nad propastí, Josef R. Vilímek, Praha 1913, přeložil Karel V. Rypáček, znovu 1920.
- Psovod, Josef R. Vilímek, Praha 1915, přeložil Karel Handzel,
- Ostap Bondarczuk, Unie, Praha 1920, přeložil B. Vydra,
- Krásná Ulana, A. Neubert, Praha 1922, přeložila Jarmila Trnková,
- Černá perla, Jaroslav Havránek, Praha 1928,
- Stará báje, Mladá fronta, Praha 1952, přeložila Vlasta Dvořáčková,
- Ulana, SNKLU, Praha 1963, přeložil Bořivoj Křemenák,
- Hraběnka Coselová, Svoboda, Praha 1974, přeložila Helena Teigová,
- Velký intrikán, Lidové nakladatelství, Praha 1976, přeložila Helena Teigová.